# Dust (album Mourning Beloveth)
Dust jest pierwszym studyjnym albumem irlandzkiej doom metalowej grupy Mourning Beloveth. Płyta została wydana 23 stycznia 2001 roku i reaktywowana przez Sentinel Records we wrześniu 2002 roku, a nagrana została między 30 maja a 7 czerwca 2000 roku. Album  Dust opracowany, nagrany i wyprodukowany został przez Roberta Magoolagana. Wszystkie piosenki i teksty piosenek napisane zostały przez Mourning Beloveth

## Lista utworów
1. „The Mountains Are Mine” – 9:28
2. „In Mourning My Days” – 6:35
3. „Dust” – 14:36
4. „Autumnal Fires” – 12:00
5. „All Hope Is Pleading” – 10:01
6. „It Almost Looked Human” – 7:20 
  1. „Sinistra” (ukryty utwór) – 3:00
7. „Forever Lost Emeralds” – 11:54 – utwór pochodzi z demo Autumnal Fires (reedycja, 2002)

## Twórcy
- Darren Moore – śpiew
- Frank Brennan – gitara
- Brian Delany – gitara
- Adrian Butler – gitara basowa
- Tim Johnson – perkusja